# تقدير (إسلام)

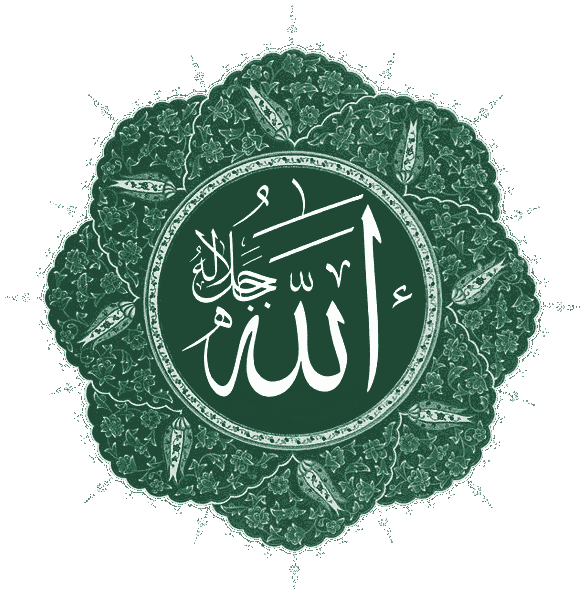

التقدير هو تحديد كل مخلوق بحده الذي يوجد به، من حسن وقبح ونفع وضر وغيرهما.